# بحيص (ميدي)

تعديل مصدري - تعديل

بحيص هي إحدى قرى عزلة بني العاتي بمديرية ميدي التابعة لمحافظة حجة، بلغ تعداد سكانها 425 نسمة حسب تعداد اليمن لعام 2004.